# هارون بن غريب
هارون بن غريب ويُكنى ابن الخال، كان قائداً من ولاة العصر العباسي، كان أبو خال الخليفة المقتدر بالله، فعُرف بابن الخال.

## حياته
كانت إقامته ببغداد، ينتدبه الخليفة للمهمات، إلى أن مات أبوه سنة 305هـ فقلده المقتدر بالله أعمال أبيه، وخلع عليه وعقد له اللواء بذلك. وكانت له يد في قمع ثورة بغداد سنة 308هـ، وقاتل القرامطة في واسط سنة 316هـ فقتل جماعة منهم وأرسل الأسرى إلى بغداد على الجمال ومعهم 170 رأساً، وولي بلاد الجبل، وعقد له على أعمال فارس سنة 319هـ فقاتله مرداويج الديلمي بنواحي همدان، فانهزم هارون، وعاد إلى بغداد في أوائل سنة 320هـ، واستفحل أمر مؤنس الخادم الخارج على الخليفة، فهاجم بغداد، وبرز المقتدر بعسكره وقواده وهارون في مقدمتهم. إلا أن هذا أخبر المقتدر قبل المعركة بأنه لا ثقة له برجاله وقلوبهم مع مؤنس، فلم يقاتل. وقُتل المقتدر وبويع القاهر فولاه «ماه الكوفة» وقصبتها الدينور، وخُلع القاهر ووُلِّي الخلافة الراضي بالله ابن المقتدر سنة 322هـ، ورأى هارون أنه أحق بالدولة من غيره من القواد لقرابته من الراضي، فكاتب بعض القواد يعدهم بزيادة أرزاقهم، وزحف من الدينور إلى خانقين، وأراد دخول بغداد عنوة، فقاتله القواد والمتغلبون بعد أن استأذنوا الراضي، فقتلوه وحملوا رأسه إلى بغداد.

## وفاته
قُتل في بغداد عام 322هـ - 934م.